# Argilă

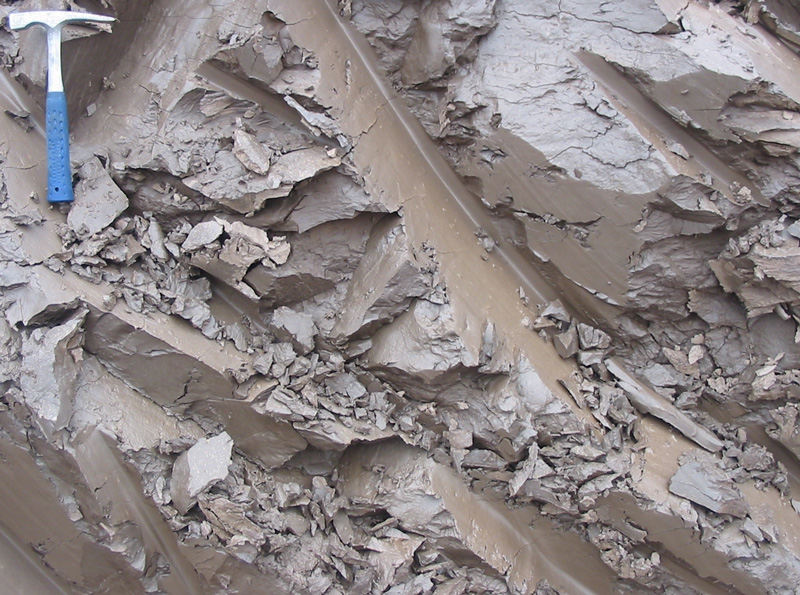
Argilă

Argila este o rocă sedimentară cu granulație fină (< 2 µm), alcătuită dintr-un amestec de silicați și din fragmente de cuarț, mică etc. Este întrebuințată în olărie, la lucrări de construcție, în sculptură, etc.
Mineralele din argilă se formează prin acțiunea chimică îndelungată a acidului carbonic și a altor solvenți naturali.
Argilele primare, denumite și caoline se găsesc în locul formării lor pe când argilele secundare se găsesc departe de locul formării lor fiind mutate de eroziune și apă.
Straturile argiloase fiind impermeabile, joacă un rol în reținerea apei de infiltrație și în formarea pânzei de apă freatică.

## Modul de formare
Minerale argiloase sunt de obicei formate pe perioade lungi de timp prin dezagregarea chimică treptată a rocilor, de obicei, de silicat de aluminiu, prin concentrații mici de acid carbonic și alți solvenți diluați. În urma intemperiilor acești solvenți, de obicei acizi, migrează prin stâncă după scurgerea prin straturile superioare erodate. În plus față de procesul de dezagregare chimica cauzat de intemperii, unele minerale argiloase sunt formate prin activitatea hidrotermală. Depozitele de argilă se pot constitui în loc ca depozite reziduale în sol, dar depozitele groase, de obicei, sunt formate ca urmare a unui proces de sedimentare secundar prin depunere, după ce au fost erodate și transportate de la locul lor de origine de formare. Depozitele argiloase sunt de obicei în marile lacuri și bazinele marine.
Argile primare, de asemenea, cunoscute sub numele de Caoline, se află la locul de formare. Depozite secundare de lut au fost mutate de eroziune și de apă din locul lor primar.

## Folosirea argilei
Argila împiedică proliferarea microbilor sau a bacteriilor patogene. Egiptenii foloseau argila la mumificare, cunoscând acțiunea sa antiseptică. 

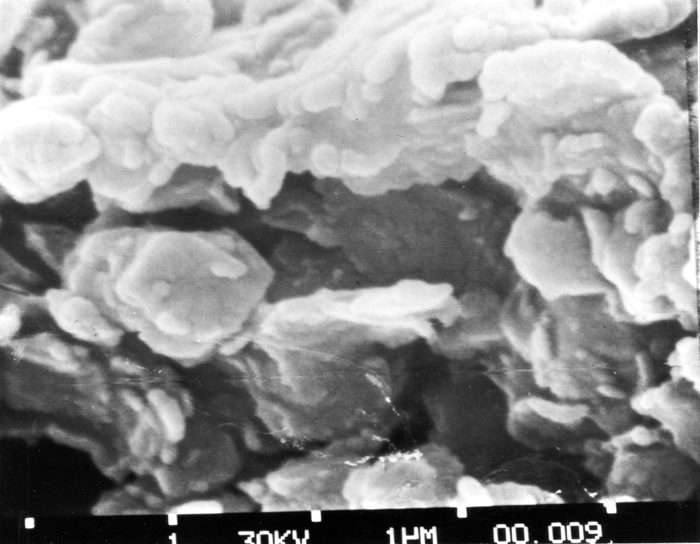
Fotografie la microscop electronic de zgura smectite - mărire 23500

Argila se deosebește de alte soluri cu granulație fină prin diferențele de mărime și cele mineralogice. Nămolurile (soluri cu granulație fină) care nu cuprind minerale argiloase, tind să aibă dimensiuni mai mari decât particulele de argilă. Dar există unele suprapuneri în dimensiunea particulelor, cât și în ceea ce privește alte proprietăți fizice, și există multe depozite apărute în mod natural care cuprind atât nămoluri cât și zgură. Distincția dintre nămol și argilă variază în funcție de disciplină. Geologii și pedologii consideră că separarea dintre cele două soluri are loc la o dimensiune a particulelor de 2 microni (argilele fiind mult mai fine decât nămolurile), sedimentologii folosesc adesea dimensiunea de 4-5 μm pentru a face diferența între soluri, iar chimiștii pot folosi dimensiunea de 1μm. Inginerii geotehnici fac distincția între nămoluri și argile pe baza proprietăților de plasticitate ale solului, măsurat prin Limite ale solurilor Atterberg. ISO 14688 clasele particulelor de argilă, ca fiind mai mici de 2 microni și nămoluri mai mari.

## Case din lut
Până în Evul Mediu și mai târziu, lutul bătut era folosit pentru construcția caselor de paiantă. În România, una dintre cele mai vechi case din lut care se mai păstrează până azi a fost construită în 1730 în Baia Sprie.